# Pave Sergius 2.
Sergius 2. (født 790, død 24. januar 847) var pave fra januar 844 til sin død i 847.
Ved Gregor 4.'s død blev ærkediakon Johannes valgt til pave med bifaldsråb, men adelsstanden valgte Sergius, der var fra en romersk adelsslægt. Oppositionen blev undertrykt, og Sergius greb ind for at redde Johannes' liv. Sergius blev konsekreret af de adelige (eller biskopperne) uden at søge tilladelser fra det frankiske hof.
Han var fra samme familie som den tidligere pave Stefan 4. og som den senere Hadrian 2.